# Стаут
 Тази статия е за вида тъмен ейл.  За други значения вижте Стаут (пояснение).  
Стаут (на английски: stout) е вид тъмен малцов ейл, който първоначално се прави в Ирландия като разновидност на портъра. Изключително популярен във Великобритания и Ирландия. Най-известната марка стаут в света е „Гинес“.

## История
Първоначално прилагателното стаут (на английски: stout) означава горд, смел. Впоследствие – от началото на XIV век – силен (на английски: strong). За пръв път думата стаут се използва за обозначаване на бира през 1820 г. от пивоварната Гинес за произвеждания от компанията стаут-портър. Впоследствие стаут започва да се асоциира само с портъра и става синоним на тъмна силна бира. В края на XIX век стаутът придобива репутация на полезна напитка с целебни свойства и започва да се предписва от лекарите като средство за укрепване на здравето.
Стаутът се отличава от портъра с по-тъмен цвят, който се дължи на по-силно препечен малц, както и с по-силно изразен вкус на кафе и карамел. По своето алкохолно съдържание английските и ирландските стаути обикновено са по-леки от портърите.

## Видове стаут

### Сух стаут
Сух стаут (Dry Stout) (драй стаут) – много тъмен и горчив ейл със силен вкус и аромат на печен малц. Този вид стаут възниква като опит да се използва успеха на английския портър, като му се придаде по-плътен вкус и по-високо алкохолно съдържание. Стаутът се прави по-силен от портъра и първоначално дори се нарича стаут-портър. Разновидността на този ейл в бъчви е известна и като ирландски стаут или ирландски сух стаут. Бутилираните стаути имат по-висока плътност и алкохолно съдържание. В производството се използва препечен ечемичен малц, както и шоколадов или черен малц. Цветът варира от тъмнокафяв до черен. Характерна е плътна, кремообразна пяна с жълто-кафяв цвят. Сухият стаут има аромат на печен ечемик и малц, с нотки на шоколад, кафе и какао.
Алкохолно съдържание: 4 – 5 %.
Типични търговски марки са: Guinness Draught Stout, Murphy's Stout, Beamish Stout, O'Hara's Celtic Stout, Dorothy Goodbody's Wholesome Stout, Orkney Dragonhead Stout, Brooklyn Dry Stout, Old Dominion Stout, Goose Island Dublin Stout, Arbor Brewing Faricy Fest Irish Stout.

### Сладък стаут
Сладък стаут (Sweet Stout) (суит стаут) – много тъмен, сладък и плътен ейл с вкус на подсладено еспресо. Английски вид стаут. Исторически е известен и като „млечен“ стаут, поради използването на лактоза като подсладител. Сладостта в повечето сладки стаути се дължи на по-слабата горчивина в сравнение със сухия стаут, както и на по-високото съдържание на декстрини. Лактозата, която се добавя придава допълнителна остатъчна сладост. При производството се използват светъл малц, печен ечемик, черен малц, шоколадов малц, кристален малц и добавки като напр. царевица или меласа. Обикновено се използва висококарбонатна вода.
Сладките стаути се отличават с тъмнокафяв до черен цвят, жълто-кафява до кафява кремообразна пяна, мек аромат на печено зърно, понякога с нотки на кафе и/или шоколад, умерена хмелна горчивина и кафеен и шоколадов вкус.
Алкохолно съдържание: 4 – 6 %.
Типични търговски марки са: Mackeson's XXX Stout, Watney's Cream Stout, St. Peter's Cream Stout, Marston's Oyster Stout, Samuel Adams Cream Stout, Left Hand Milk Stout.

### Овесен стаут
Овесен стаут (Oatmeal Stout) (еутмил стаут) – много тъмен, плътен, малцов ейл с допълнителен овесен вкус. Английски сезонен вариант на сладкия стаут, обикновено не толкова сладък в сравнение със сладкия стаут, в основата му е добавянето на овес за създаване на богат и сложен вкус. Прави се от светъл, карамелен и тъмен печен малц и зърно. Овесът (5 – 10 %) се използва за увеличаване плътността и постигане на сложен и специфичен вкус. Овесения стаут се отличава с тъмнокафяв до черен цвят, гъста жълто-кафява до кафява кремообразна пяна, мек аромат на печено зърно, с нотки на кафе; с вкус на овес и тъмно печено зърно. Овесът придава орехов, зърнен или землист привкус.
Алкохолно съдържание: 4,2 – 5,9 %.
Типични търговски марки са: Samuel Smith Oatmeal Stout, Young's Oatmeal Stout, Maclay's Oat Malt Stout, Broughton Kinmount Willie Oatmeal Stout, Anderson Valley Barney Flats Oatmeal Stout, Goose Island Oatmeal Stout, McAuslan Oatmeal Stout, McNeill's Oatmeal Stout, Wild Goose Oatmeal Stout.

### Форин екстра стаут
Форин екстра стаут (Foreign Extra Stout) – тъмен, умерено силен малцов ейл. Първоначално стаути с по-висока плътност се варят за тропическите страни, поради което този вид е известен и като „тропически стаут“. Бирата „Guinness Foreign Extra Stout“ се произвежда от началото на ХІХ век. Стаутът от този вид може да бъде както плодов и сладък, така и сух и горчив. Прилича на сухия и сладкия стаут, но е с по-висока плътност. Използват се светъл и тъмен препечен малц и зърно, хмел за горчивина, могат да се влагат и добавки и захар за повишаване на плътността. Някои тропически стаути се правят с лагерни дрожди. Форин екстра стаутът се отличава с тъмнокафяв до черен цвят, мек вкус на тъмно зърно и малц, умерена горчивина и аромат на печено зърно и нотки на кафе и шоколад, като някои версии могат да имат сладък аромат на меласа, малц, сухи плодове и стафиди.
Алкохолно съдържание: 5,5 – 8 %.
Типични търговски марки са: Lion Stout (Шри Ланка), ABC Stout, Dragon Stout, Royal Extra „The Lion Stout“ (Тринидад), Jamaica Stout, Guinness Extra Stout (САЩ), Guinness Foreign Extra Stout, Coopers Best Extra Stout, Freeminer Deep Shaft Stout, Sheaf Stout, Bell's Double Cream Stout.

### Американски стаут
Американски стаут (American Stout) – тъмен, хмелен, силен малцов ейл. Прави се от обикновени американски базови малцове, хмелове и дрожди. Може да има добавки като напр. овес в неголеми количества. Американският стаут се отличава с тъмнокафяв до черен цвят, умерен до силен вкус и аромат на печен малц, често с характерни нотки на печено кафе или тъмен шоколад.
Алкохолно съдържание: 5 – 7 %.
Типични търговски марки са: Sierra Nevada Stout, North Coast Old No. 38, Avery Out of Bounds Stout, Three Floyds Black Sun Stout, Mad River Steelhead Extra Stout, Rogue Shakespeare Stout, Bell's Kalamazoo Stout, Deschutes Obsidian Stout, Mendocino Black Hawk Stout .

### Руски имперски стаут
Руски имперски стаут (Russian Imperial Stout) (рашън импириъл стаут) – тъмен, плътен и силен малцов ейл с интензивен вкус и аромат. Първоначално се прави в Англия с висока плътност и с повишено съдържание на хмел за износ в прибалтийските страни и Русия. Смята се, че този стаут е бил популярен в руския императорски двор, откъдето получава и името си. В наши дни е много популярен сред американските минипивоварни, които го обогатяват с нови уникални американски характеристики. Съществуват различни вариации, като американските версии имат повишена горчивина и характеристики на печено зърно и ароматен хмел, докато английските се характеризират с влагането на специфични малцове и по-развит и интензивен аромат. За производството му се използват светъл малц, печени малцове и/или зърно. Използват се разнообразни видове малц и сортове хмел. Руският императорски стаут се отличава с тъмно червено-кафяв до черно-смолист цвят и наситен и богат вкус и аромат на печено зърно и малц, плодове, хмел и алкохол.
Алкохолно съдържание: 8 – 12+ %.
Типични търговски марки са: Samuel Smith Imperial Stout, Courage Imperial Stout, Brooklyn Black Chocolate Stout, Rogue Imperial Stout, North Coast Old Rasputin Imperial Stout, Victory Storm King, Bell's Expedition Stout, Dogfish Head World Wide Stout, Thirsty Dog Siberian Night, Stone Imperial Stout, Avery The Czar, Founders Imperial Stout, Newport Beach John Wayne Imperial Stout, Great Lakes Blackout Stout .